# Двадесет пети сат
Двадесет пети сат или Двадесет пети час (енгл. 25th Hour) америчка је филмска драма из 2002. снимљена по истоименом роману Дејвида Бениофа. Филм је режирао Спајк Ли, док глумачку поставу чине: Едвард Нортон, Филип Симор Хофман, Бари Пепер, Росарио Досон, Брајан Кокс и Ана Паквин.

## Радња
Монтгомери Броган (Едвард Нортон), успешан младић из Бруклина, осуђен је на 7 година затвора због дилања дроге. Сутра ће иза решетака и има само 24 сата да се припреми за будућу казну затвора и опрости од својих најмилијих, од којих свако има свој поглед на оно што се дешава. Увече га чека опроштај, а док још има времена, Монти се присећа свог живота који је одједном постао прошлост. Не покушава да се правда или да сазна име особе која га је предала полицији, већ се једноставно испраћа на последњи пут.

## Улоге
| Глумац              | Улога                      |
| ------------------- | -------------------------- |
| Едвард Нортон       | Монтгомери Броган          |
| Филип Симор Хофман  | Џејкоб Елински             |
| Бари Пепер          | Франк Слотери              |
| Росарио Досон       | Натурел Ривеира            |
| Ана Паквин          | Мери Д`Анунзио             |
| Брајан Кокс         | Џејмс Броган               |
| Тони Сирагуса       | Костја Новотни             |
| Леван Учанеишвили   | стриц Николај (као Левани) |
| Дан Флери           | руски телохранитељ         |
| Тони Девон          | агент Алан                 |
| Миша Кузњецов       | Сенка Валгобек             |
| Ајзеја Витлок млађи | агент Флуд                 |
| Мајкл Џенет         | агент Канингам             |
| Патрис О`Нил        | Кари                       |
| Ал Палагонија       | Салаторе Доминик           |
| Арон Станфорд       | Маркус                     |
| Дејнија Рамирез     | Дафни                      |